# Amerigoniscus henroti
Amerigoniscus henroti är en kräftdjursart som först beskrevs av Albert Vandel 1950.  Amerigoniscus henroti ingår i släktet Amerigoniscus och familjen Trichoniscidae. Inga underarter finns listade i Catalogue of Life.